# Croix de chemin de La Roche-sur-Foron
La croix de chemin de La Roche-sur-Foron est une croix de chemin située à La Roche-sur-Foron, en France.

## Localisation
La croix est située dans le département français de la Haute-Savoie, sur la commune de La Roche-sur-Foron.

## Historique
L'édifice est classé au titre des monuments historiques en 1906.